# Ioana Raluca Olaru
Ioana Raluca Olaru (Bukurešt, 3. ožujka 1989.) rumunjska je tenisačica. Najbolji ranking u pojedinačnoj igri joj je 53. mjesto. Osvojila je 9 ITF turnira i bila u finalu WTA turnira u Bad Gasteinu gdje ju je bez problema svladala njemačka tenisačica Andrea Petković s rezultatom 6:2, 6:3. Igrala je juniorsko finale Roland Garrosa i izgubila od mađarke Ágnes Szávay 6:1, 6:2. Roditelji su joj Adrian i Doina i ima sestru Cristinu. Govori rumunjski, engleski, francuski i 
španjolski. Živi u Bukureštu.
Bila je uspješna kao juniorka. Bila je finalisticom u pojedinačnoj konkurenciji i u parovima na Roland Garrosu 2005. godine. 
2006. je pobijedila na jednom Grand Slamu u parovima. Bilo je to na Otvorenom prvenstvu SAD-a, kad je igrala u paru s Mihaelom Buzărnescu.

## Vanjske poveznice
- WTAIoana Raluca Olaru